# Херлиц, Эстер
Эстер Херлиц (ивр. אסתר הֶרליץ‎; 9 октября 1921, Берлин, Германия — 24 марта 2016, Тель-Авив) — израильский государственный деятель и дипломат. Консул Израиля в Нью-Йорке, посол Израиля в Дании в 1966—1971 годах, первая женщина, возглавлявшая посольство Израиля. Основатель Израильской волонтёрской службы (1972), депутат кнессета 8-го и 9-го созывов. Лауреат Премии Израиля за заслуги перед обществом и государством (2015).

## Биография
Родилась в Берлине в семье Георга Херлица, специалиста по информационной науке, который стал создателем Центрального сионистского архива. Семья Херлицев переехала в подмандатную Палестину после прихода к власти в Германии нацистов в 1933 году, когда Эстер было 12 лет. Она училась в иерусалимской гимназии «Рехавия», а позже, когда при Еврейском университете открылась старшая школа, стала одной из учащихся её первого набора, окончив её в 1939 году. Одним из её соучеников был будущий министр образования и президент Израиля Ицхак Навон. По окончании школы Эстер продолжила образование в иерусалимской учительской семинарии, получив диплом учительницы в 1941 году.
Уже в 14 лет Эстер вступила в ряды «Хаганы» — еврейских отрядов самообороны — и участвовала в патрулировании еврейских районов Иерусалима. После короткого опыта преподавания в средней школе в Каркуре она в 1942 году (по одному из источников, в середине 1943) пошла добровольцем в британскую армию. Причин такого шага, по её собственным словам, было две — она сама хотела воевать с немцами, но и руководство ишува со своей стороны побуждало её поступить в армию. Херлиц проходила службу в Женском вспомогательном территориальном корпусе на протяжении четырёх с половиной лет, в том числе в Египте, где в офицерском звании командовала ротой снабжения.
По окончании военной службы Херлиц по поручению британских мандатных властей возглавляла программу возобновления образования для граждан, которые были вынуждены прервать занятия из-за войны. В 1947 году, когда Еврейское агентство открыло школу дипломатов, Эстер Херлиц оказалась одним из 27 кандидатов, успешно прошедших отбор в неё, однако вскоре занятия были прекращены из-за начавшейся Войны за независимость Израиля. Херлиц начала войну в составе бригады «Эциони», а затем получила задание сформировать женское воинское подразделение в осаждённом Иерусалиме. Через несколько месяцев по запросу формировавшегося МИДа Израиля Херлиц была освобождена от военной службы и направлена в министерство, где возглавила бюро по связям с США.
В 1949 году Херлиц была направлена в Нью-Йорк в составе израильской делегации в ООН, а по окончании сессии Генеральной Ассамблеи присоединилась к штату посольства Израиля в Вашингтоне в качестве первого секретаря посольства. В Вашингтоне она занималась налаживанием связей с американским руководством и еврейской общиной США, в том числе с корпорацией Israel Bonds, распространявшей облигации национального займа Израиля. Через четыре года Херлиц была назначена израильским консулом в Нью-Йорке. Херлиц завязала тесные связи с местными еврейскими организациями, оказывала помощь многочисленным израильтянам, проживающим в Нью-Йорке, а также совмещала свою основную должность с обязанностями консула Израиля в Бостоне. Усилия Херлиц сыграли среди прочего важную роль в отказе американского руководства от плана наложения санкций на Израиль после начала Суэцкого кризиса. Личная дружба Херлиц с Элеонорой Рузвельт помогла Израилю получить информацию о положении евреев в СССР после визита вдовы президента США в эту страну.
Херлиц вернулась в Израиль в 1958 году и возглавила формирование международного отдела правящей партии МАПАЙ, руководителем которого оставалась на протяжении четырёх лет. В эти годы она также входила в городской совет Тель-Авива, где возглавляла культурный отдел. В этой роли она инициировала создание многочисленных библиотек в городе. В 1962 году Херлиц возобновила работу в министерстве иностранных дел, которое в это время возглавляла Голда Меир, сначала как руководитель отдела иностранных рабочих, а затем как глава информационного отдела. В 1966 году Эстер Херлиц была назначена послом Израиля в Дании, став первой женщиной-израильтянкой в должности посла. Посольство Израиля под её руководством вело активную деятельность в Дании в период Шестидневной войны, в частности обеспечивая бесперебойные полёты в Израиль рейсов с военнообязанными гражданами, а также занимаясь сбором пожертвований и ведением разъяснительной работы в пользу Израиля. В дальнейшем в роли посла Херлиц способствовала увеличению импорта сельскохозяйственной продукции из Израиля и привлечению десятков молодых датчан к волонтёрской работе в Израиле. Любовь к Дании Херлиц сохранила до конца жизни, с 1980 по 2012 год возглавляя Общество друзей Дании в Израиле.
После возвращения в Израиль в 1971 году Херлиц была назначена советником Голды Меир (в это время премьер-министра Израиля) по вопросам волонтёрской службы. На следующий год по распоряжению Меир она сформировала и возглавила Израильскую волонтёрскую службу, которая вскоре сыграла важную роль в ходе войны Судного дня и в процессе абсорбции массовой алии из Советского Союза.
Херлиц была избрана от блока «Маарах» в кнессет 8-го созыва, начавший свою работу в январе 1974 года. В кнессете она входила в комиссию по иностранным делам и безопасности (став первой женщиной в её составе), законодательную комиссию и комиссию по внутренним делам и экологии; она также была одним из авторов закона об абортах. На выборах 1977 года Херлиц не прошла в кнессет. В этом же году она была назначена председательницей тель-авивского отделения женской организации НААМАТ, ассоциированной с сионистским рабочим движением. Среди задач, которые Херлиц решала на новом посту, была организация курсов чтения и письма для женщин. В 1979 году, после смерти депутата кнессета от «Маараха» Иешуа Рабиновича, она снова вошла в состав кнессета, где опять участвовала в работе комиссии по иностранным делам и безопасности и законодательной комиссии, а также комиссии по экономике.
После окончания второго срока в кнессете Херлиц заняла пост директора Международной хоровой ассамблеи, а также стала председательницей проходящего раз в три года Международного конкурса арфистов в Израиле. Обе этих должности она продолжала занимать на добровольных началах около трёх десятилетий. Помимо этого, она входила в совет директоров Университета имени Бен-Гуриона в Беэр-Шеве и в центральный комитет НААМАТ. В 1994 году в свет вышла её автобиография «Эстер — или чего уже женщина может достичь» (ивр. אסתר – או, לאן כבר אישה יכולה להגיע?‎). Эстер Херлиц умерла в Тель-Авиве в марте 2016 года в возрасте 94 лет и была похоронена на кладбище Кирьят-Шауль.

## Признание заслуг
У Эстер Херлиц как дипломата сложилась репутация мастера завязывать личные связи и вести полезные светские беседы. Бывший министр иностранных дел Израиля Абба Эвен отзывался о Херлиц следующим образом: 
На всех постах, которые она занимала, она отличалась образцовым здравомыслием, трезвым взглядом на вещи и прекрасной способностью объяснять. Каждый её успех был сродни пробитому потолку, каждое препятствие заставляло её стремиться к большему.
Заслуги Эстер Херлиц как государственного деятеля и дипломата были отмечены израильскими и зарубежными наградами. Она получала личные награды от премьер-министра Израиля (1980, за создание Волонтёрской службы) и президента Германии (2003). В 1996 году ей было присвоено звание почётной гражданки Тель-Авива, а в 1999 году — звание почётного доктора Хибру Юнион Колледжа.
Правительством Дании в 1996 году Херлиц была произведена в командоры ордена Данеброг. В 2001 году она была одной из граждан Израиля, участвовавших в возжигании огня на горе Герцля в Иерусалиме в День независимости Израиля. В 2015 году ей была присуждена Премия Израиля за заслуги перед обществом и государством.